# San Pedro Nohpat
San Pedro Nohpat es una población del estado de Yucatán, México, localizada en el municipio de Kanasín.

## Toponimia
El nombre (San Pedro Nohpat) hace referencia a Simón Pedro y nohpat proviene del idioma maya.

## Localización
San Pedro Nohpat se encuentra al norte de la población de Kanasín.

## Sitios de interés
Una hacienda remodelada y que funciona como hotel.

## Importancia histórica
Tuvo su esplendor durante la época del auge henequenero y emitió fichas de hacienda las cuales por su diseño son de interés para los numismáticos. Dichas fichas acreditan la hacienda como propiedad de V. Escalante S.

## Demografía
Según el censo de 1990 realizado por el INEGI, la población de la localidad era de 646 habitantes, de los cuales 332 eran hombres y 314 eran mujeres. Hoy día, la localidad está conurbada con Kanasín.
| ?                           | ? | 217 | 0 | 223 | 204 | 275 | 354 | 471 | 646 | ? | ? | ? |
| (Fuente: INEGI [Consultar]) |   |     |   |     |     |     |     |     |     |   |   |   |

## Galería

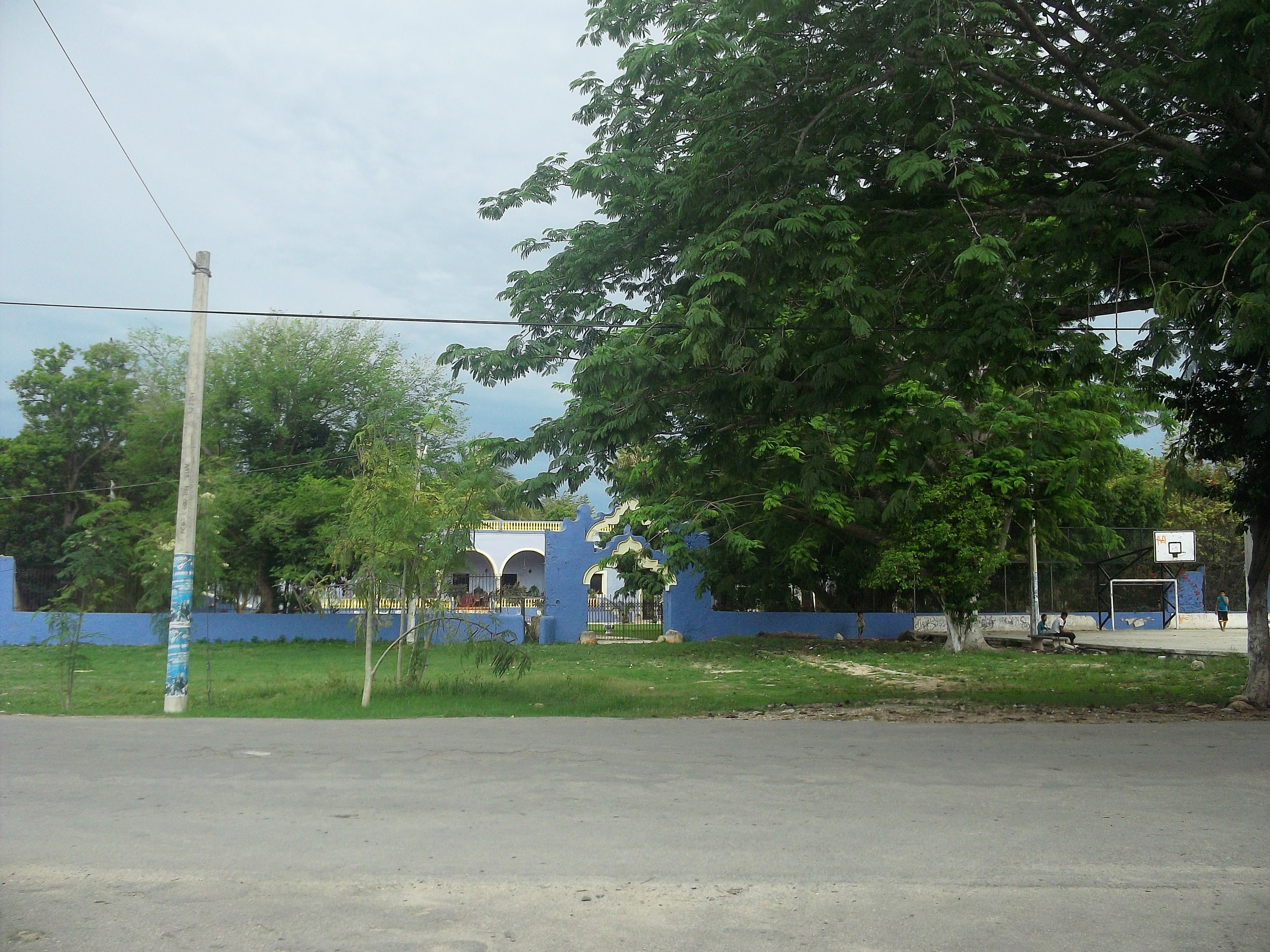
Vista de la hacienda San Pedro Nohpat.
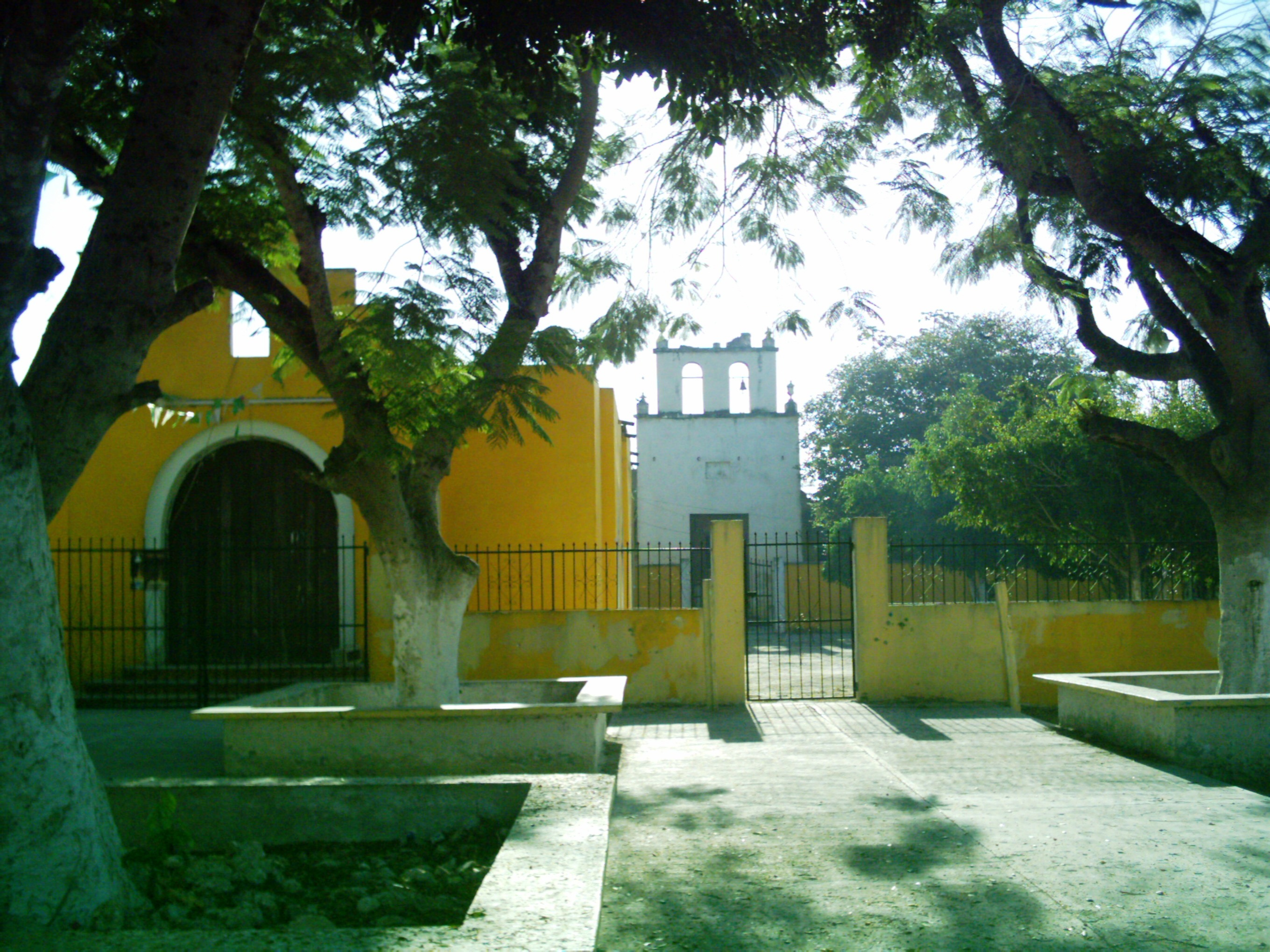
Iglesia de San Pedro Nohpat.
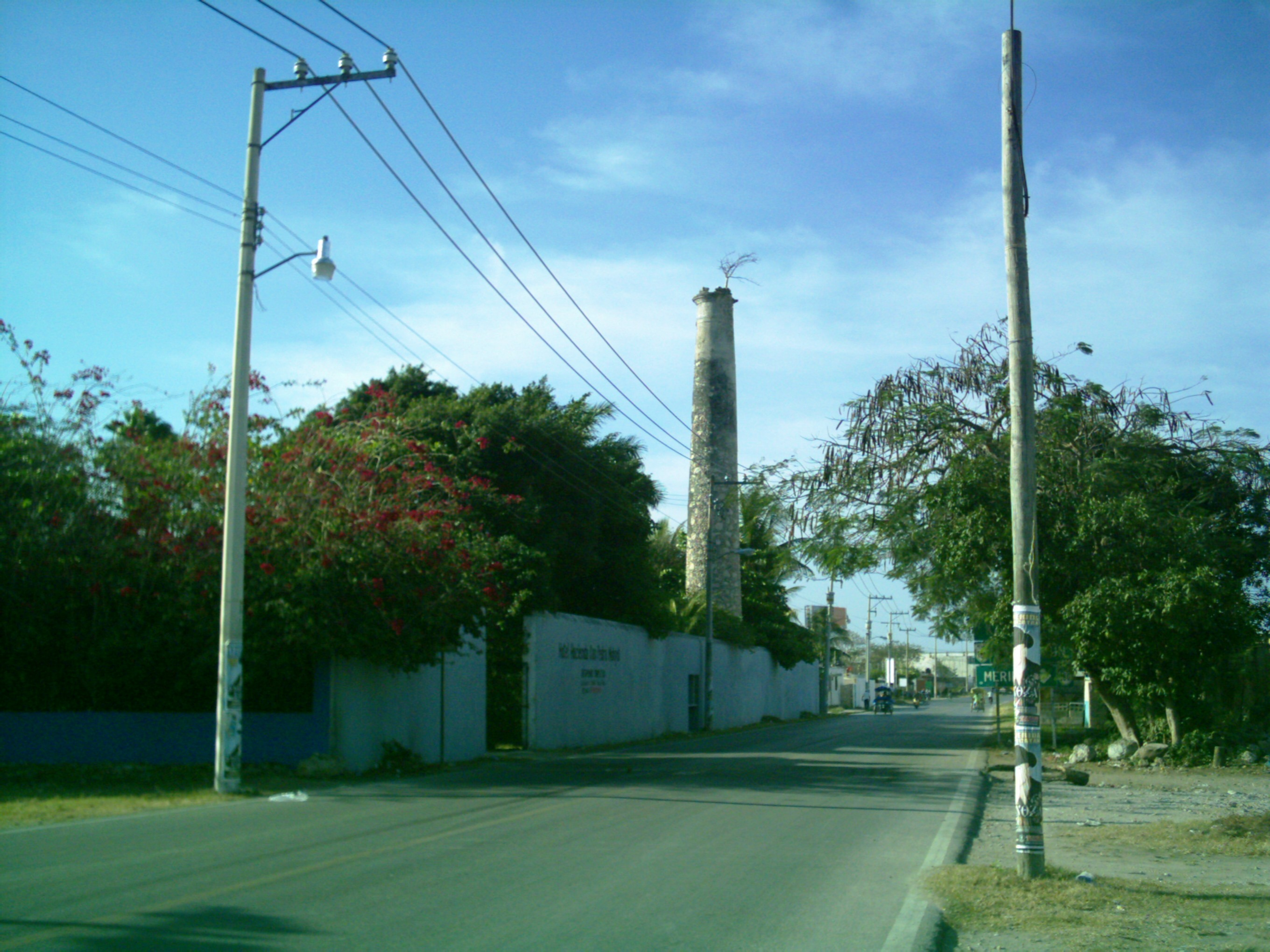
Vista de la hacienda San Pedro Nohpat.
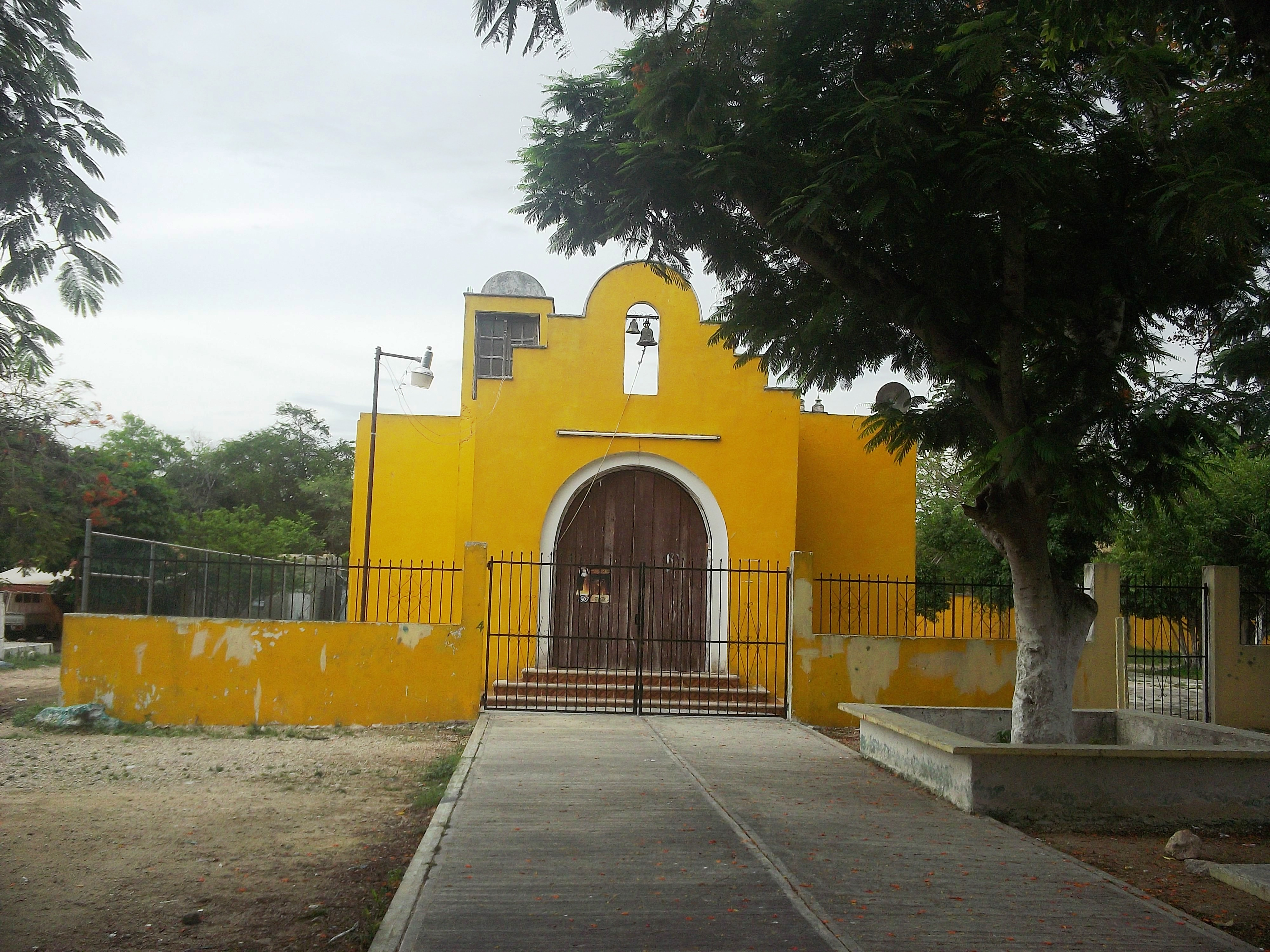
Iglesia de San Pedro Nohpat.
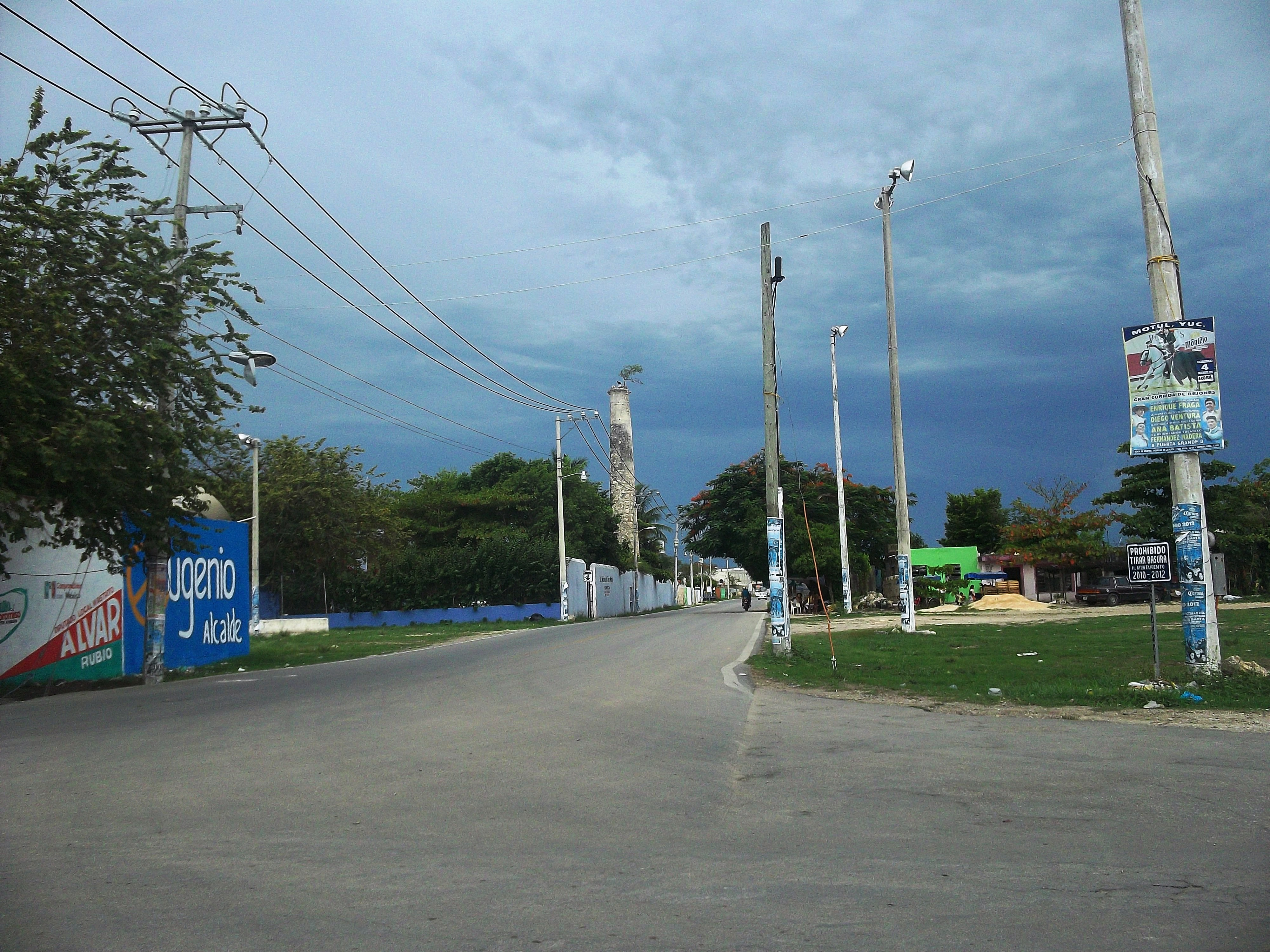
Vista de la hacienda San Pedro Nohpat.
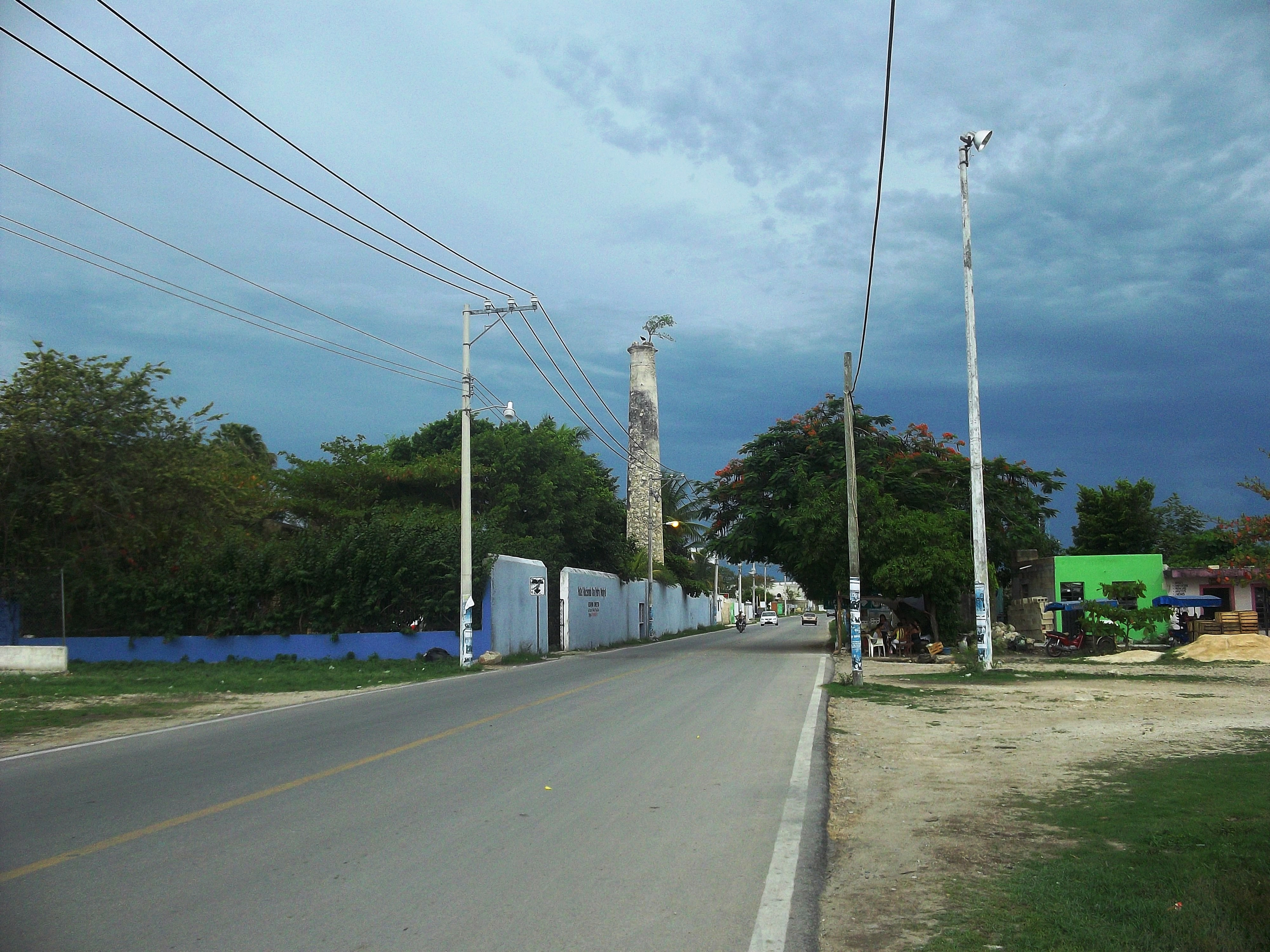
Vista de la hacienda San Pedro Nohpat.
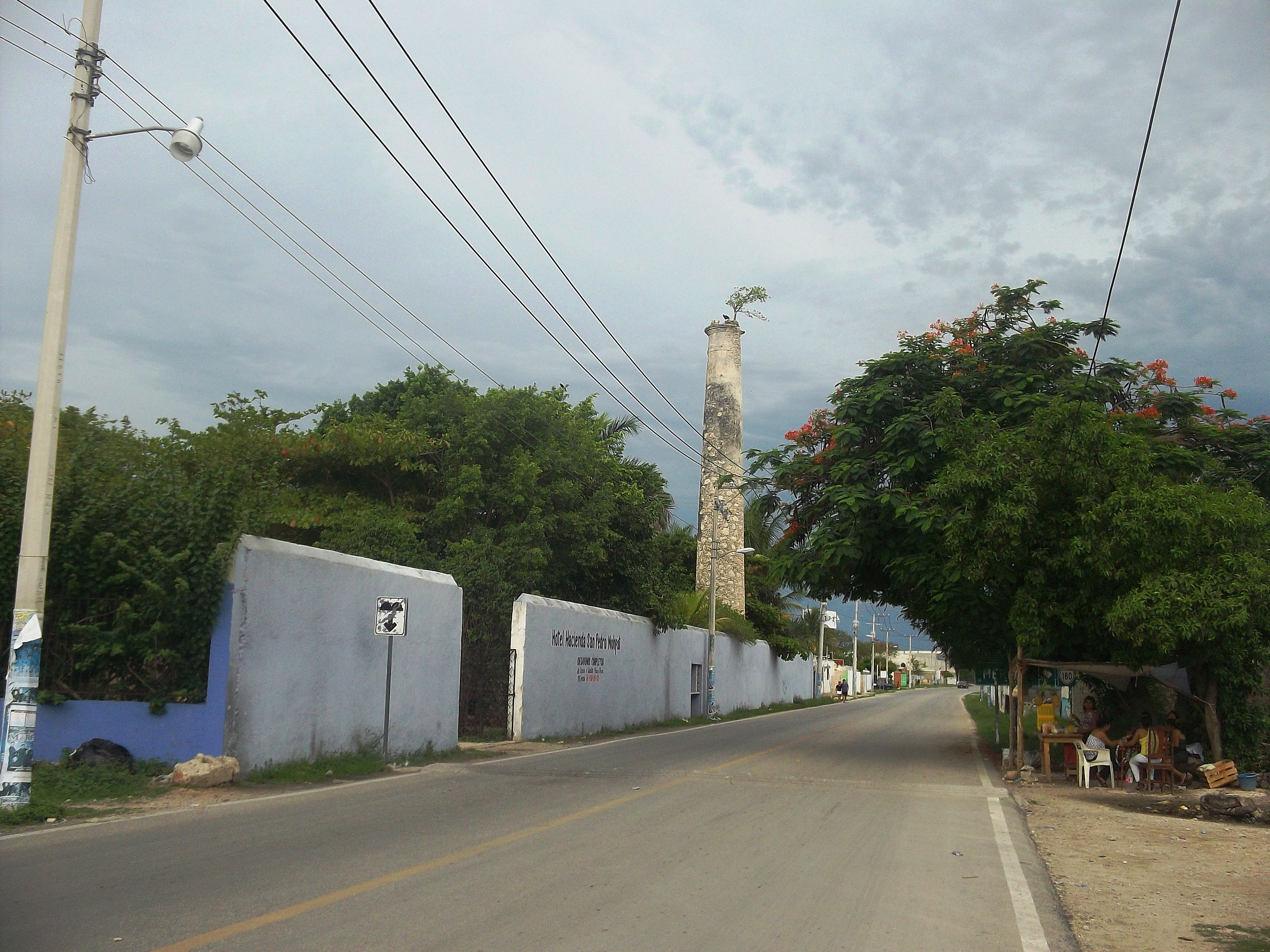
Vista de la hacienda San Pedro Nohpat.
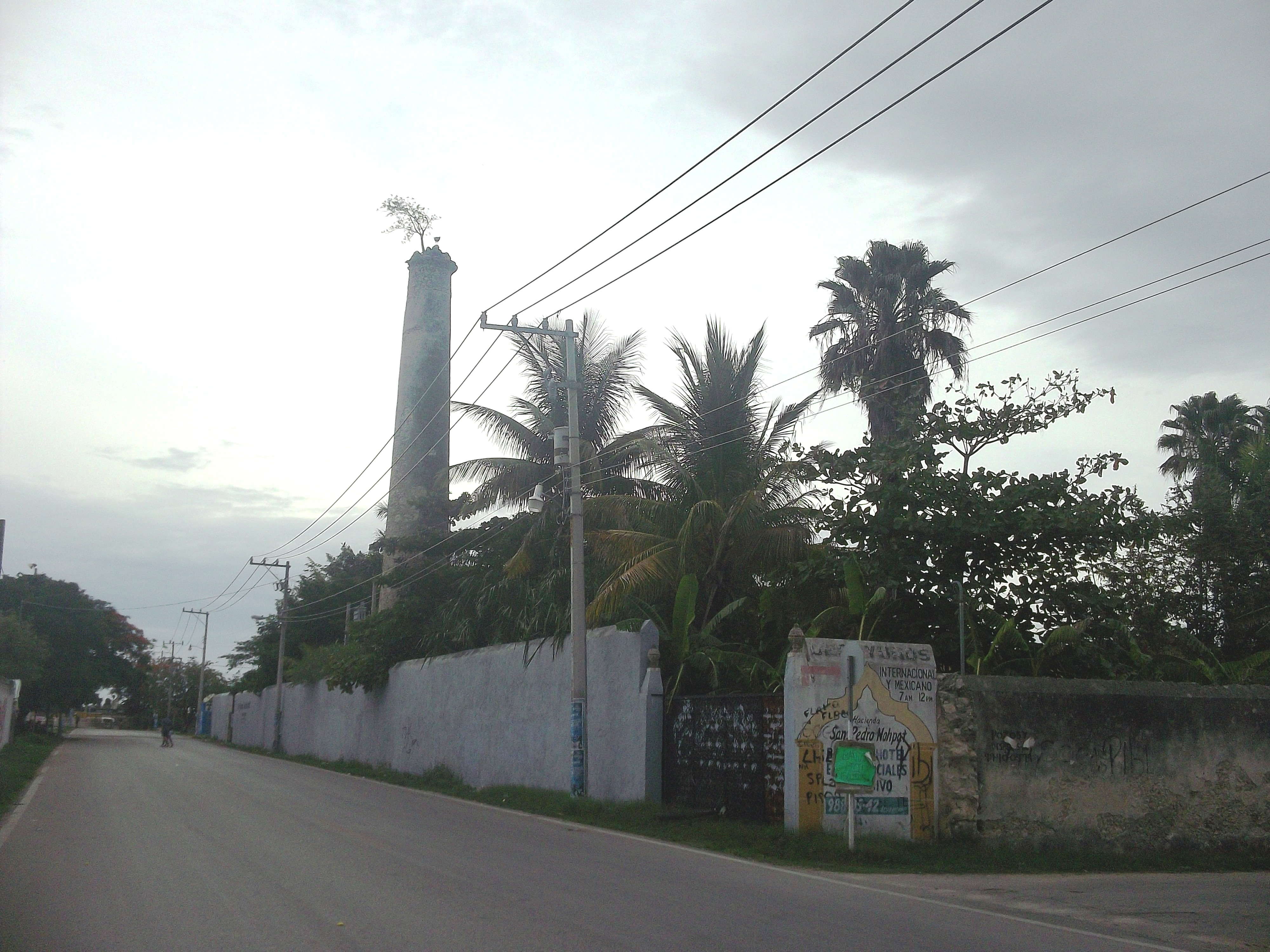
Vista de la hacienda San Pedro Nohpat.
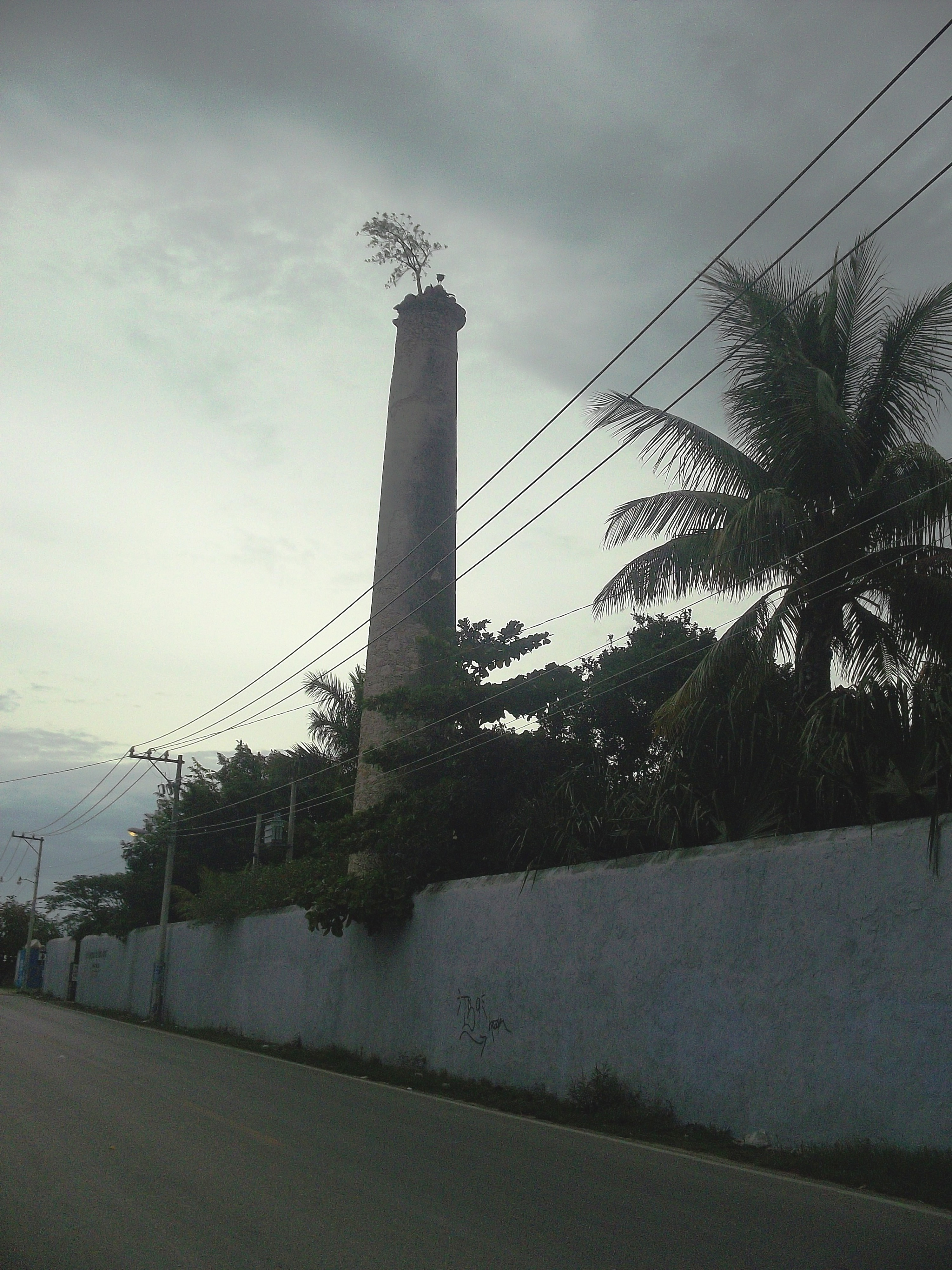
Vista de la hacienda San Pedro Nohpat.
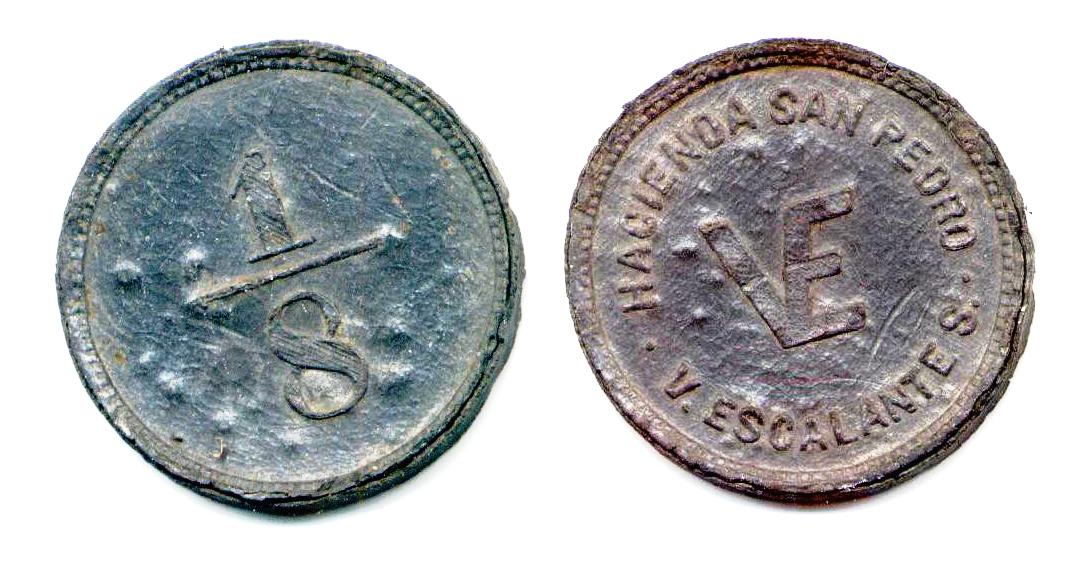
Ficha de hacienda por 1/4 de real.